# Clifton Penn-Hughes
Clifton Penn-Hughes (ur. 11 lutego 1905 w Penarth, zm. 7 lipca 1939 w Folkestone) – brytyjski kierowca wyścigowy. Zginął w wypadku lotniczym w Folkestone.

## Kariera
W wyścigach samochodowych Penn-Hughes startował głównie w wyścigach Grand Prix oraz w wyścigach samochodów sportowych. W 1933 roku uplasował się na drugim miejscu w Grand Prix Frontières. W latach 1933–1935 Brytyjczyk pojawiał się w stawce 24-godzinnego wyścigu Le Mans. W pierwszym sezonie startów odniósł zwycięstwo w klasie 1.5, a w klasyfikacji generalnej uplasował się na piątej pozycji. W kolejnych sezonach nie dojeżdżał do mety.